# José Bort Albalat
José Bort Albalat (15 de marzo de 1891, Villarreal (Castellón) fue un militar español, y compañero de promoción de Francisco Franco. Además, fue jefe de Sanidad de Aviación del Ejército Popular de la República.

## Historia
José Bort Albalat fue compañero de promoción de Francisco Franco, realizando estudios de medicina, alcanzó el grado de Comandante Médico. Durante la guerra civil española ocupó el puesto de Jefe de Sanidad de Aviación del Ejército Popular de la República, causando baja en este cargo, a los pocos meses de su nombramiento, al ser herido de gravedad en acto de servicio en Balaguer (Lérida). Finalizada la guerra consigue exiliarse a México llegando el día 27 de julio de 1939 al puerto de Veracruz (México) en donde vivió sus años de exilio trabajando como gerente en una empresa privada. En la década de los sesenta, sabiéndose enfermo y que su vida llegaba a su fin regresó a España pasando sus dos últimos años de vida en Villareal (Castellón) su ciudad natal donde falleció.